# ساندي روزاريو
ساندي روزاريو (بالإنجليزية: Sandy Rosario)‏ هو لاعب كرة قاعدة دومينيكاوي، ولد في 22 أغسطس 1985 في سالسيدو في جمهورية الدومينيكان.

## وصلات خارجية
- ساندي روزاريو على موقعبيزبول رفرنس.كوم (الدوري الرئيسي) (الإنجليزية)
- ساندي روزاريو على موقعبيزبول رفرنس.كوم (الدوري الثانوي) (الإنجليزية)